# Válečný obilní ústav

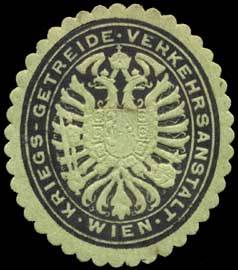
Pečeť pobočky Válečného obilního ústavu ve Vídni.

Válečný obilní ústav (německy Kriegs-Getreide-Verkehrsanstalt) byla instituce, která měla v Rakousko-Uhersku během první světové války provádět distribuci obilí. 

## Činnost
Vzhledem k neúrodám a nedostatku potravin nechala rakousko-uherská vláda tento úřad zřídit pro zmírnění válečných útrap v logistice potravin. Centralizovaná instituce měla za úkol vykupovat obilí a moučné výrobky a poté je dále distribuovat. K tomu na nižších úrovních sloužily tzv. aprovizační komise, zřizované při jednotlivých samosprávách. Válečný obilní ústav dával do další distribuce rovněž i zásoby, které stát zabavil nebo vyvlastnil. 
Prostřednictvím učitelů na základních školách prováděl ústav na venkově podrobné soupisy osetých ploch v příslušné oblasti (např. v Čechách) svoji pobočkou tak, aby mohla odhadovat výši sklizně. Sedláci měli povinnost odevzdávat část obilí přímo tomuto ústavu a pro semletí zbývajícího obilí pro vlastní potřebu museli žádat povolení.
Rakousko-uherský stát následně zřizoval obdobné ústavy i pro další druhy potravin. Na celorakouské úrovni však fungování těchto institucí skončilo neúspěchem, neboť se jim nepodařilo zajistit dostatek potravin pro obyvatelstvo, znemožnit hromadění obilí v jedné části monarchie na úkor jiné apod. Ve skutečnosti se jednotlivé části Rakousko-Uherska dostávaly do konfliktu mezi sebou ohledně toho, kdo udrží více obilí pro své obyvatelstvo. Největší střet v tomto směru probíhal mezi Předlitavskem a Zalitavskem a postupně se zhoršoval s tím, jak neúroda a postupující válečná bída drtila civilní obyvatelstvo monarchie. 

## Historie
Válečný obilní ústav byl zřízen dne 27. února 1915 ve Vídni, s pobočkou v Praze od 9. srpna téhož roku a působil až do konce války. Zastoupení měl ve všech částech monarchie. Jeho pobočka v Praze sídlila v místě pozdější Lucerny. Moravská pobočka ústavu sídlila v Brně a v jejím čele stál Kuneš Sonntag. Ve Slezsku sídlila v Opavě. 
Ústav zajišťoval nejen rozdělování obilí pro civilní obyvatelstvo, zároveň ale prioritizoval zásobování především vojska. Jeho úloha v Čechách a na Moravě tak byla řídit zásobování válečných front obilím z českých zemí, což v situaci, kdy platil přídělový systém, panoval nedostatek potravin, stávky a hlad vyvolávalo značnou nevoli civilního obyvatelstva. Převzetí obilního úřadu v Praze Národním výborem Československým bylo uskutečněno hned dne 28. října 1918.